# Puuwai
Puuwai is de enige nederzetting op het Hawaïaanse eiland Niihau. De nederzetting bevindt zich centraal op het kleinste eiland van Hawaï (aan de westkust) en er leven ongeveer 180 inwoners. Niihau bevindt zich ongeveer 29 kilometer ten westen van Kauai. Puuwai is gemeentevrij gebied.
De gangbare taal van Puuwai is Hawaïaans, wat door de gehele bevolking gebruikt wordt. De gemeenschap leeft zoals het al honderden jaren doet dus zijn de invloeden van de moderne tijd zeer beperkt. De nederzetting is alleen toegankelijk voor inwoners van Niihau (zoals voor het hele eiland geldt). Alleen officiële bezoekers en uitgenodigde gasten zijn er welkom. Puuwai heeft een schoolgebouw met één klaslokaal.